# 15106 Swanson
15106 Swanson è un asteroide della fascia principale. Scoperto nel 2000, presenta un'orbita caratterizzata da un semiasse maggiore pari a 2,6114441 UA e da un'eccentricità di 0,2069092, inclinata di 4,08068° rispetto all'eclittica.